# Холбрук (Масачусетс)
Холбрук (енгл. Holbrook) насељено је место без административног статуса у америчкој савезној држави Масачусетс.

## Демографија
По попису из 2010. године број становника је 10.791, што је 6 (0,1%) становника више него 2000. године.
| Група             | 2000.         | 2010.         |
| Белци             | 9.754 (90,4%) | 8.721 (80,8%) |
| Афроамериканци    | 430 (4,0%)    | 967 (9,0%)    |
| Азијати           | 162 (1,5%)    | 314 (2,9%)    |
| Хиспаноамериканци | 257 (2,4%)    | 474 (4,4%)    |
| Укупно            | 10.785        | 10.791        |